# Cette-Eygun
Cette-Eygun är en kommun i departementet Pyrénées-Atlantiques i regionen Nouvelle-Aquitaine i sydvästra Frankrike. Kommunen ligger i kantonen Accous som tillhör arrondissementet Oloron-Sainte-Marie. År 2022 hade Cette-Eygun 59 invånare.

## Befolkningsutveckling
Antalet invånare i kommunen Cette-Eygun
| Referens: INSEE |